# Banji (Cameroun)
Ne doit pas être confondu avec Banji.
Banji (ou Banjii) est un village du Cameroun situé dans l’arrondissement de Bafut, dans le département de Mezam et dans la Région du Nord-Ouest. C'est aussi le siège d'une chefferie traditionnelle de 2e degré.

## Population
Lors du recensement de 2005, on a dénombré 5 076 habitants à Banji, dont 2 566 hommes et 2 510 femmes.